# Anyphops lycosiformis
Anyphops lycosiformis är en spindelart som först beskrevs av Lawrence 1937.  Anyphops lycosiformis ingår i släktet Anyphops och familjen Selenopidae. Inga underarter finns listade i Catalogue of Life.